# XII. (I. Königlich Sächsisches) Armee-Korps
Das XII. (I. Königlich Sächsisches) Armee-Korps war ab 1867 ein sächsischer Großverband sowie eine territoriale Kommandobehörde der Armee des Norddeutschen Bundes und des Heeres des Deutschen Kaiserreiches. Das Generalkommando war in Dresden.

## Geschichte
In der neuen Verfassung des Norddeutschen Bundes vom 17. April 1867 wurde eine Neuordnung des deutschen Bundesheeres beschlossen. Die sächsische Armee wurde als XII. Armeekorps in das neue Bundesheer unter Oberbefehl des preußischen Königs integriert. Der Oberbefehl über alle sächsischen Truppen verblieb aber beim sächsischen König. Bis zur Aufstellung des XIX. (II. Königlich Sächsischen) Armee-Korps 1899 blieb das XII., das einzige sächsische Korps. Danach wurde der Korpsbezirk auf den ostwärtigen Teil des Königreichs Sachsen verkleinert.

### Deutsch-Französischer Krieg

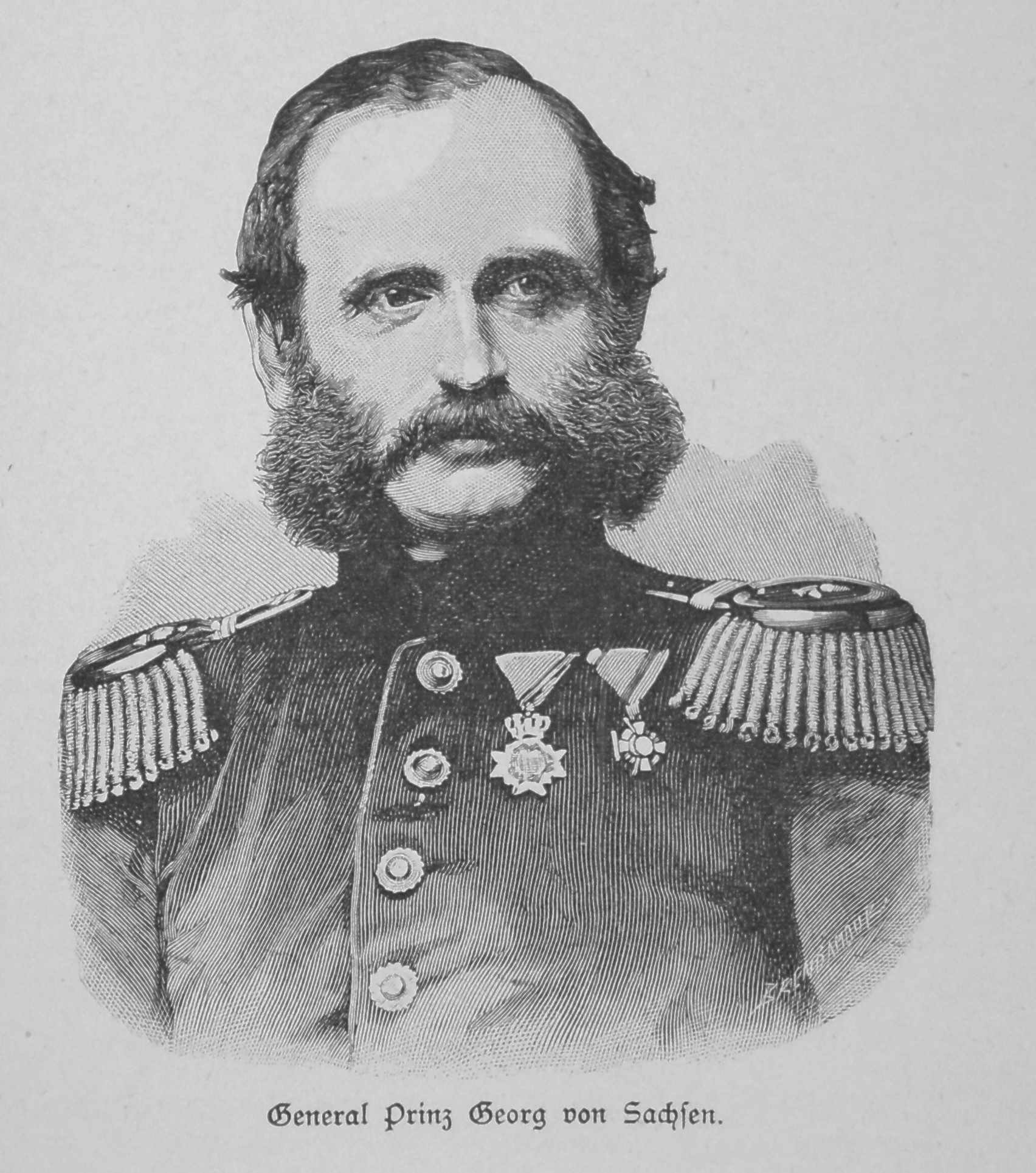
Kronprinz Georg von Sachsen

Zu Beginn des Krieges war das XII. Korps und das IX. Armee-Korps im Raum Mainz als Reserve ausersehen, beide wurden aber der in Lothringen operierenden 2. Armee unter Prinz Friedrich Karl von Preußen zugeführt. Kommandierender General des XII. Korps verblieb bis zum 19. August 1870 Kronprinz Albert, unterstellt waren die 23. Division unter Prinz Georg (ab 22. August General von Montbé) und die 24. Division unter Generalmajor Nehrhoff von Holderberg.
Am 11. August 1870 überquerte das Korps in der Nähe von Pont-à-Mousson die Mosel und erreichte bis 17. August das Schlachtfeld von Mars-la-Tour. Die Feuertaufe erlebte das sächsische Korps am 18. August in der Schlacht bei Gravelotte. Nachdem der Angriff des preußischen Gardekorps auf St. Privat ins Stocken gekommen war, unterstützten die Sachsen den Angriff auf die im Dorf befindlichen Artillerie- und Infanteriestellungen. Nach der Umfassung von Norden her und schwerem Gefecht wurde das Dorf St. Privat im Sturmlauf genommen. Die Verluste waren verheerend, 106 Offiziere und 2100 Unteroffiziere und Mannschaften starben oder wurden verwundet.
Während der sich anschließenden Belagerung von Metz wurde die Maasarmee aufgestellt, diese wurde aus dem preußischen Gardekorps, dem IV. und dem sächsischen XII. Korps, sowie der 5. und der 6. Kavallerie-Division gebildet. Die Maasarmee hatte den Auftrag, den Vormarsch der Armee des französischen Marschalls Mac-Mahon auf Metz zu unterbinden. Den Oberbefehl erhielt Prinz Albert von Sachsen, das sächsische Korps übernahm darauf dessen Bruder Prinz Georg. Am 29. August traf die 24. Division im Gefecht bei Nouart auf Teile des französischen 5. Korps, das sich aber zurückzog. Am 30. August gelang der Maasarmee die Franzosen in der Schlacht bei Beaumont über die Maas zu drängen.

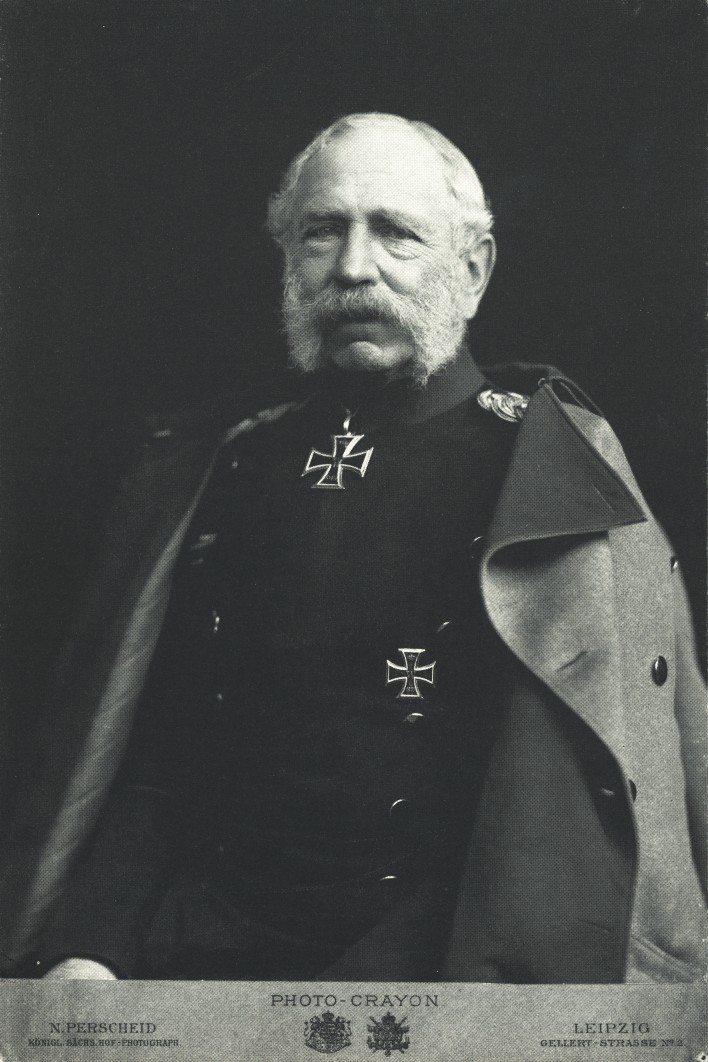
König Albert von Sachsen auf einer Fotografie von Nicola Perscheid

Am 1. September 1870 war das Korps an der entscheidenden Schlacht bei Sedan beteiligt, Prinz Georg sandte dabei den bei Bazeilles ringenden Bayern seine bereits um das Dorf La Moncelle kämpfende Avantgarde – die 24. Division und seine gesamte Korpsartillerie zur Hilfe. Auf beiden Seiten der Straße nach Lamecourt standen bald 12 deutsche Batterien im Feuerkampf. Die französische Hauptarmee unter Kaiser Napoleon III. wurde besiegt und zur Kapitulation gezwungen. Der Weg zur französischen Hauptstadt war jetzt frei geworden, am 19. September begann die Belagerung von Paris. Dem sächsischen Korps wurde ein etwa 10 Kilometer breiter Abschnitt im Osten von Paris, vom Canal de l’Ourcq bis zur Marne, zugeteilt. Prinz Georg von Sachsen bezog sein Hauptquartier in Le Vertgalant, das XII. Armeekorps zählte zu diesem Zeitpunkt 21 769 Mann Infanterie, 3353 Mann Kavallerie und 96 Geschütze. Die Forts Nogent, Rosny, Noisy und Romainville lagen sieben bis acht Kilometer vor der Frontlinie. Bis Mitte November blieb an dieser Frontlinie alles ruhig, bis vermehrte Truppenbewegungen auf einen Ausbruchsversuch der Franzosen hindeuteten. Der Mont Avron, welcher ebenfalls in diesem Frontabschnitt lag, wurde am 29. November von den Franzosen besetzt und mit 80 schweren Geschützen befestigt. Am 30. November 1870 gelang es den Franzosen unter General Ducrot in der ersten Schlacht bei Villiers, unter starken Verlusten das linke Marneufer zu erreichen und sich vor Champigny festzusetzen. Zwei Tage später wurde das französische Korps von der 23. Division bei Brie und Villiers-sur-Marne gestoppt und trotz mehrfacher Übermacht von den sächsischen Truppen geschlagen. An der Beschießung des Mont Avron ab dem 27. Dezember waren auch zwei Kompanien sächsischer Festungsartillerie beteiligt. Der nun beginnende Beschuss der Festung Paris brach den restlichen Widerstand, und am 28. Januar wurde ein Waffenstillstand ausgerufen. Am 11. Juli 1871 zog das sächsische Korps zu einer Siegesparade in Dresden ein. Es fehlte nur die 24. Division, diese war als Teil der Okkupationsarmee in Frankreich verblieben.
Das Korps unterstand im Frieden der II. Armee-Inspektion, bei Beginn des Ersten Weltkrieges wurde es der 3. Armee unterstellt.

### Erster Weltkrieg

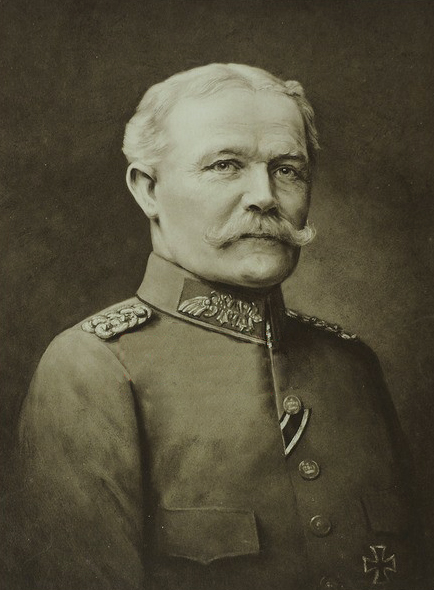
Karl Ludwig d’Elsa

Das sächsische XII. Korps unter dem Kommandierenden General der Infanterie d´Elsa unterstand zu Kriegsbeginn im August 1914 der 3. Armee unter Generaloberst Max von Hausen, als Generalstabschef fungierte Oberstleutnant Hans von Eulitz. Unterstellt waren die 32. Division unter Generalleutnant von der Planitz und die 23. Division unter Generalleutnant von Lindeman.
Im Zentrum der 3. Armee eingesetzt, stieß das Korps in das neutrale Belgien ein und traf beim Vorstoß zur Maas im Raum Dinant auf das französische I. Korps unter General Franchet d’Esperey. Am 29. August 1914 gelang der 23. Division die Besetzung von Rethel.
Am 3. September mittags erreichte das XII. Korps kampflos die Linie Prosnes-Baconnes, der zwischen der Suippes und Aubérive erfolgte der weitere Vorstoß nach Süden zielte auf Châlons-sur-Marne. Während das XII. Reserve-Korps am 4. September mit der 23. Reserve-Division das östliche Vorfeld von Reims besetzte, ging das XII. Korps mit der 32. Division östlich davon über die Vesle zur Marne bei Tours vor. Während der Schlacht an der Marne stand das Korps zusammen mit XIX. Korps (Maximilian von Laffert) westlich von Vitry-le-François im Kampf mit dem französischen 21. und 17. Korps. Dem XII. Armee-Korps wurde nach dem allgemeinen Rückzug des rechten deutschen Heeresflügel vorerst die Linie Fort St. Hilaire–Butte d’Infant zugeteilt. Am 14. September wurde das Korps während der Schlacht an der Aisne an den rechten Flügel der 2. Armee nach Berry-au-Bac umgruppiert und der neu herangeführten 7. Armee unterstellt. Zusammen mit dem rechten Nachbarn, dem aus Lothringen kommenden XV. Armee-Korps (Deimling) konnten die Durchbruchsversuche des französischen 18. Korps im Raum Craonne (Chemin des Dames) abgeriegelt werden.
Zwischen 18. Oktober und 4. November 1916 sicherte das XII. Korps unter der Bezeichnung Gruppe „Hardaumont“ bei der „Maasgruppe Ost“ (General der Infanterie von Lochow) im Raum Verdun. Beim französischen Gegenangriff am 24. Oktober brach die Front der unterstellten 9. und 54. Infanterie-Division, sowie der 33. Reserve-Division vollständig zusammen. Das Dorf Fleury, die Panzerwerke Thiaumont und Douaumont sowie der Chapitre Wald gingen dabei verloren. Vom 5. November 1916 bis zum 2. Oktober 1918 wurde das bei der 3. Armee in der Champagne eingesetzte Generalkommando nach dem Hauptort Py (Suippe) als Gruppe „Py“ bezeichnet. Zu Kriegsende stand das Korps als Gruppe „Sierentz“ bei der Armeeabteilung B im Elsass und hatte die 25. und 44. Landwehr-Division unterstellt.

## Gliederung

### Friedensgliederung 1914
- 1. Division Nr. 23 in Dresden
- 3. Division Nr. 32 in Bautzen
- Fußartillerie-Regiment Nr. 12 in Dresden/Riesa
- 1. Jäger-Bataillon Nr. 12 in Freiberg
- 2. Jäger-Bataillon Nr. 13 in Dresden
- 1. Pionier-Bataillon Nr. 12 in Pirna
- 1. Train-Bataillon Nr. 12 in Dresden
- Telegraphen-Bataillon Nr. 7 in Dresden[5]

## Kommandierender General
| Dienstgrad             | Name                         | Datum                                   |
| ---------------------- | ---------------------------- | --------------------------------------- |
| General der Infanterie | Albert von Sachsen           | 23. Februar 1867 bis 18. August 1870    |
| General der Infanterie | Georg von Sachsen            | 19. August 1870 bis 21. März 1900       |
| General der Infanterie | Max von Hausen               | 22. März 1900 bis 25. August 1902       |
| General der Infanterie | Friedrich August von Sachsen | 26. August 1902 bis 17. Oktober 1904    |
| General der Kavallerie | Hermann von Broizem          | 18. Oktober 1904 bis 25. September 1910 |
| General der Infanterie | Karl Ludwig d’Elsa           | 26. September 1910 bis 16. April 1916   |
| General der Infanterie | Horst Edler von der Planitz  | 17. April 1916 bis 7. September 1917    |
| General der Kavallerie | Hans Krug von Nidda          | 08. September 1917 bis 10. Juli 1919    |

Das bei der Mobilmachung 1914 gebildete stellvertretende Generalkommando in Dresden führte bis März 1918 General der Kavallerie Hermann von Broizem, anschließend General der Infanterie Leo Götz von Olenhusen.